# Star-Crossed (série télévisée)
Ne doit pas être confondu avec Starcrossed.
Star-Crossed est une série télévisée de science-fiction américaine en treize épisodes de 43 minutes produite et créée par Meredith Averill, diffusée entre le 17 février 2014 et le 12 mai 2014 sur le réseau The CW. L'expression « star-crossed » qualifie la situation de deux êtres que le destin sépare et pourrait être traduite en français par « destins contraires ».
En France, la série a été diffusée du 27 octobre 2014 au 24 novembre 2014 sur M6 et à partir du 8 octobre 2015 sur 6ter. Au Québec depuis le 9 mars 2015 sur Vrak. Néanmoins elle reste inédite dans les autres pays francophones.

## Synopsis
La série est censée commencer le 17 septembre 2014 dans la petite ville fictive d'Edendale près de Baton Rouge en Louisiane. Un vaisseau extraterrestre s'est écrasé à proximité, la ville est en état de siège et les habitants sont confinés chez eux. Dans une maison près du site du crash, peu avant d'aller se coucher, une fillette de 6 ans, Emery, constate que la porte de la grange familiale est restée ouverte. Équipée d'une lampe-torche, elle s'y rend et découvre un garçonnet alien de son âge qui s'y est caché. En cachette de ses parents, elle lui apporte une couverture et revient le lendemain avec un plat de spaghettis. Mais les forces de l'ordre découvrent l'enfant et, en présence de la fillette, lui tirent dessus. Emery le croit mort mais il a survécu.
La série se poursuit en 2024. Le gigantesque vaisseau alien domine toujours la ville de sa masse menaçante. Les aliens, que l'on appelle les Atriens, du nom de leur planète d'origine Atria, sont cantonnés dans un camp, "le secteur", surveillé par le SEU (Sector Enforcement Unit), une unité spéciale de l'armée. Le gouvernement fédéral a décidé de lancer un programme d'assimilation en autorisant sept adolescents atriens à suivre les cours de Marshall High School, le lycée de la ville. Le premier jour de classe, Emery, qui a passé une partie de son enfance dans un hôpital à lutter contre le cancer de son amie, fait sa rentrée en même temps que les atriens. L'un d'eux, Roman, la reconnaît car c'était lui l'enfant réfugié dans la grange qu'Emery avait cru mort. Il a survécu et est devenu un jeune homme de son âge. De plus, fils de Nox, le chef des Atriens, il est amené à prendre la direction de ceux-ci après le décès de son père, accidentellement tué par le sheriff Ray Whitehill, qui est aussi le père d'Emery. À l'extérieur du camp de confinement, les Atrians ont affaire aux Red Hawks ("les aigles rouges"), des humains qui s'opposent à leur intégration, et, dans leurs propres rangs, aux Trags, des terroristes qui veulent décimer les humains. Nox était pour la paix et le rapprochement entre Atrians et humains. Son fils, Roman, devra défendre ses idées et s'imposer parmi son peuple en combattant les Red Hawks et les Trags.
La seule différence physique notable entre humains et atriens est due à des marques de naissance qui ornent leur peau. Lorsque ces marques sont au contact de l'eau, elles émettent une lumière bleue. Malgré leur aspect très semblable à celui des humains, les atriens ont une physiologie entièrement différente : ils possèdent deux cœurs et un double jeu de poumons, ce qui ne les rend pas immortels mais leur donne plus de chances de survie en cas d'accident.
Ils ont leur propre langue, le sondiv, qu'ils s'interdisent à parler en présence des humains. Ils ont semble-t-il tous appris l'anglais avec beaucoup de facilité.

## Distribution

### Acteurs principaux
- Aimee Teegarden (VF : Kelly Marot) : Emery Whitehill
- Matt Lanter (VF : Alexis Tomassian) : Roman
- Malese Jow (VF : Geneviève Doang) : Julia Yeung
- Jesse Luken (en) (VF : Emmanuel Gradi) : Eric
- Titus Makin Jr. (VF : Gauthier Battoue) : Lukas Parnell
- Grey Damon (VF : Fabrice Trojani) : Grayson Montrose
- Natalie Hall (VF : Diane Dassigny) : Taylor Beecham
- Chelsea Gilligan (VF : Delphine Rivière) : Teri
- Greg Finley (VF : Julien Allouff) : Drake
- Brina Palencia (en) (VF : Claire Baradat) : Sophia
- Madison Burge (VF : Camille Gondard) : Zoe

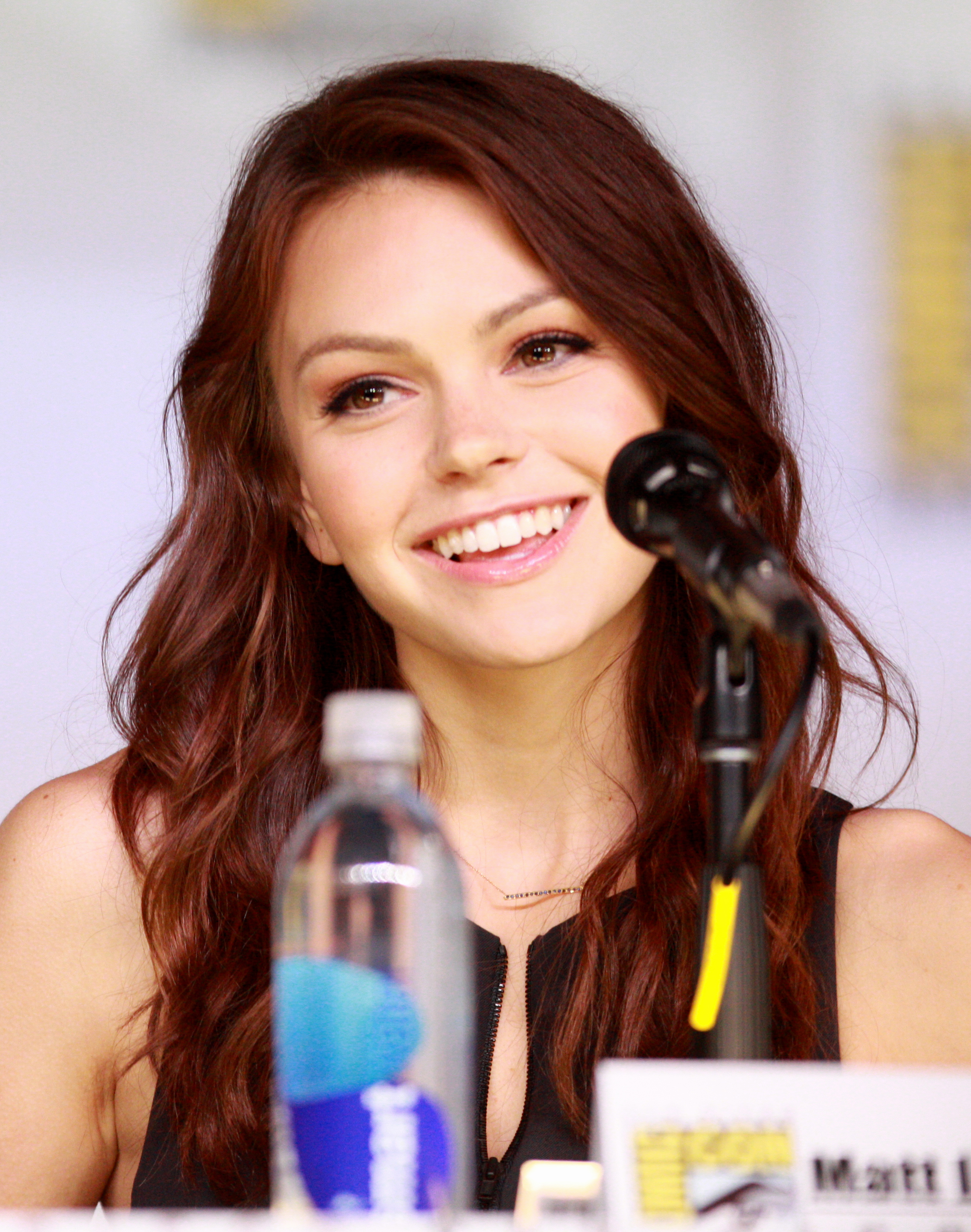
Aimee Teegarden interprète Emery Whitehill.
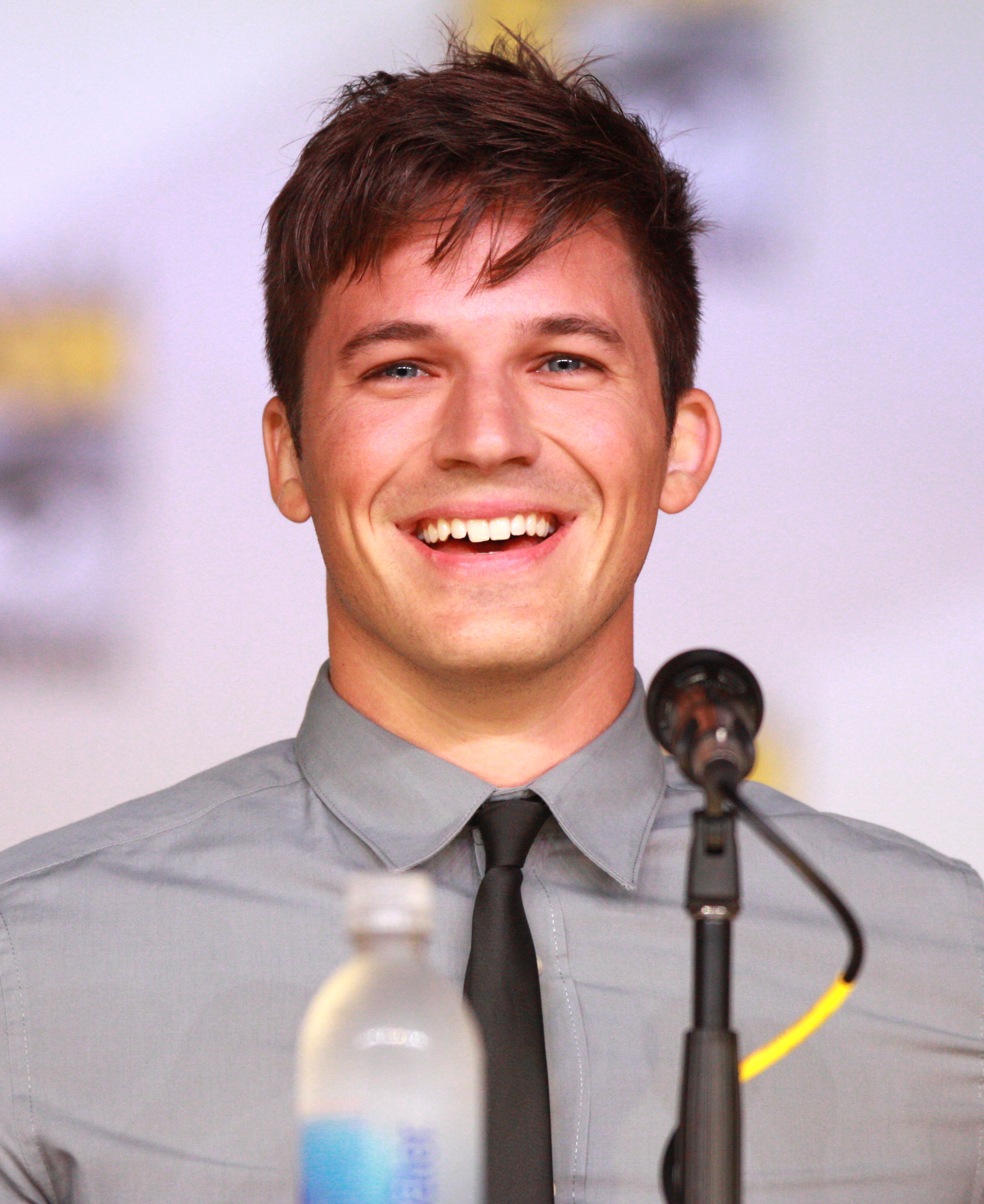
Matt Lanter interprète Roman.
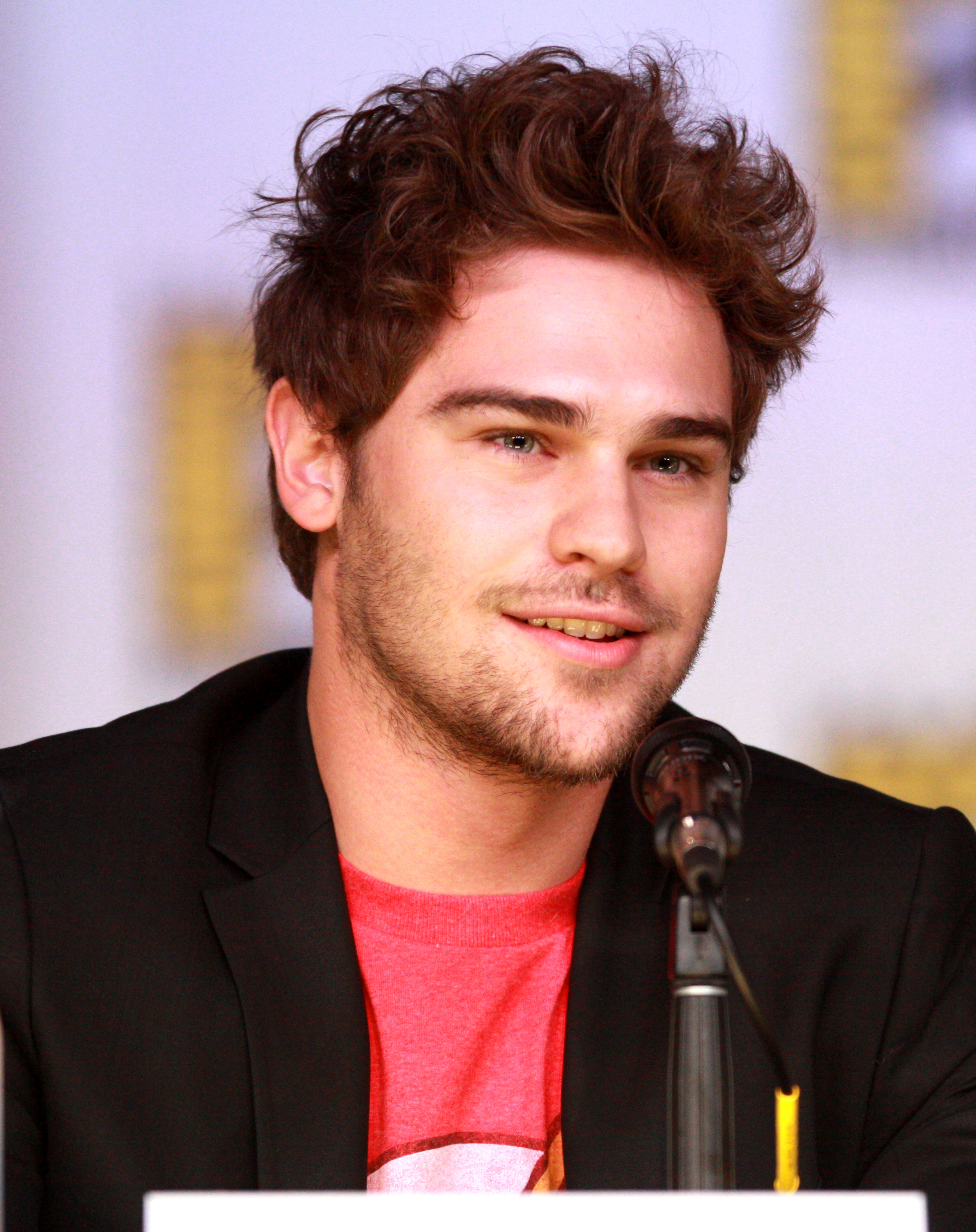
Grey Damon interprète Grayson Montrose.
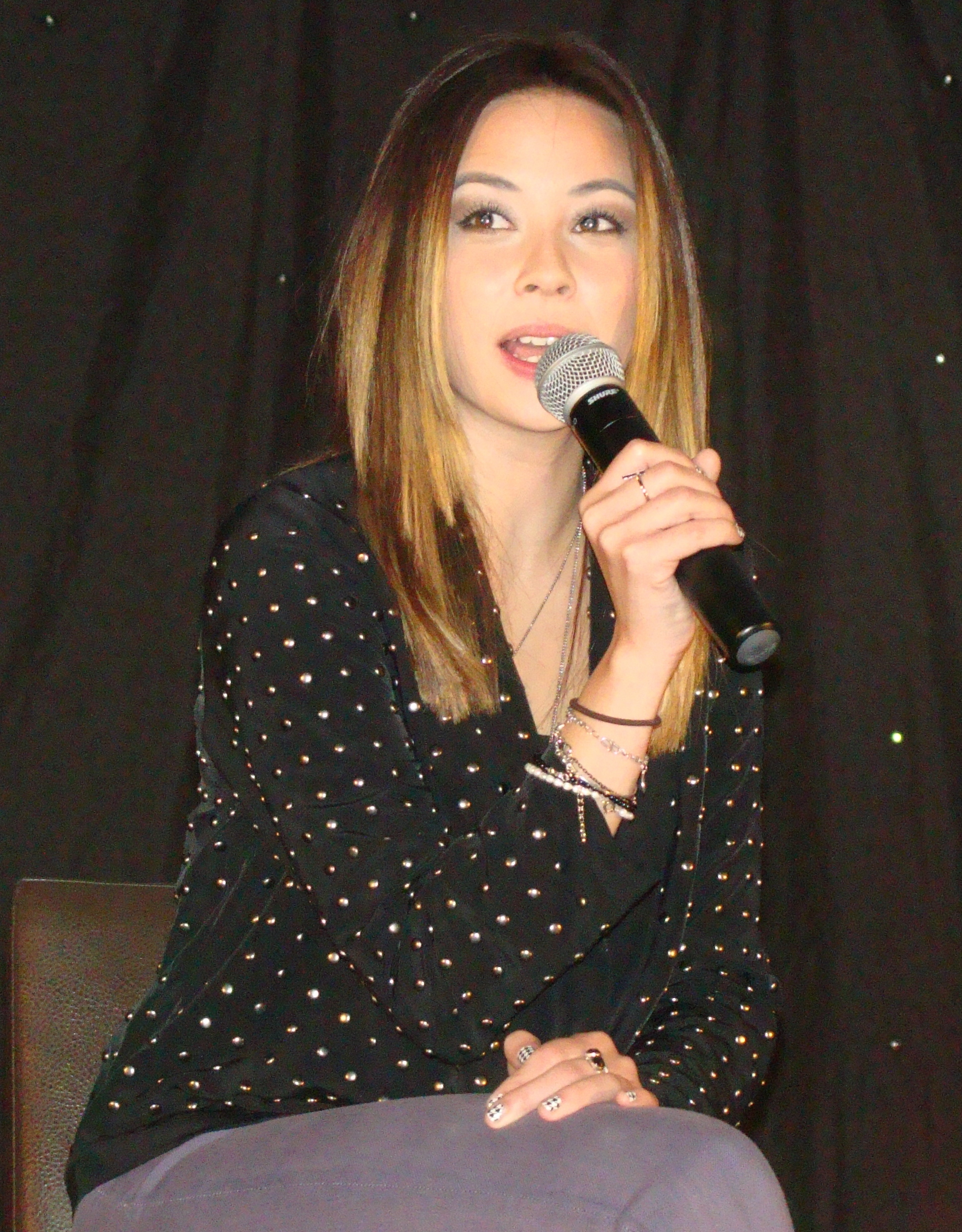
Malese Jow interprète Julia Yeung.
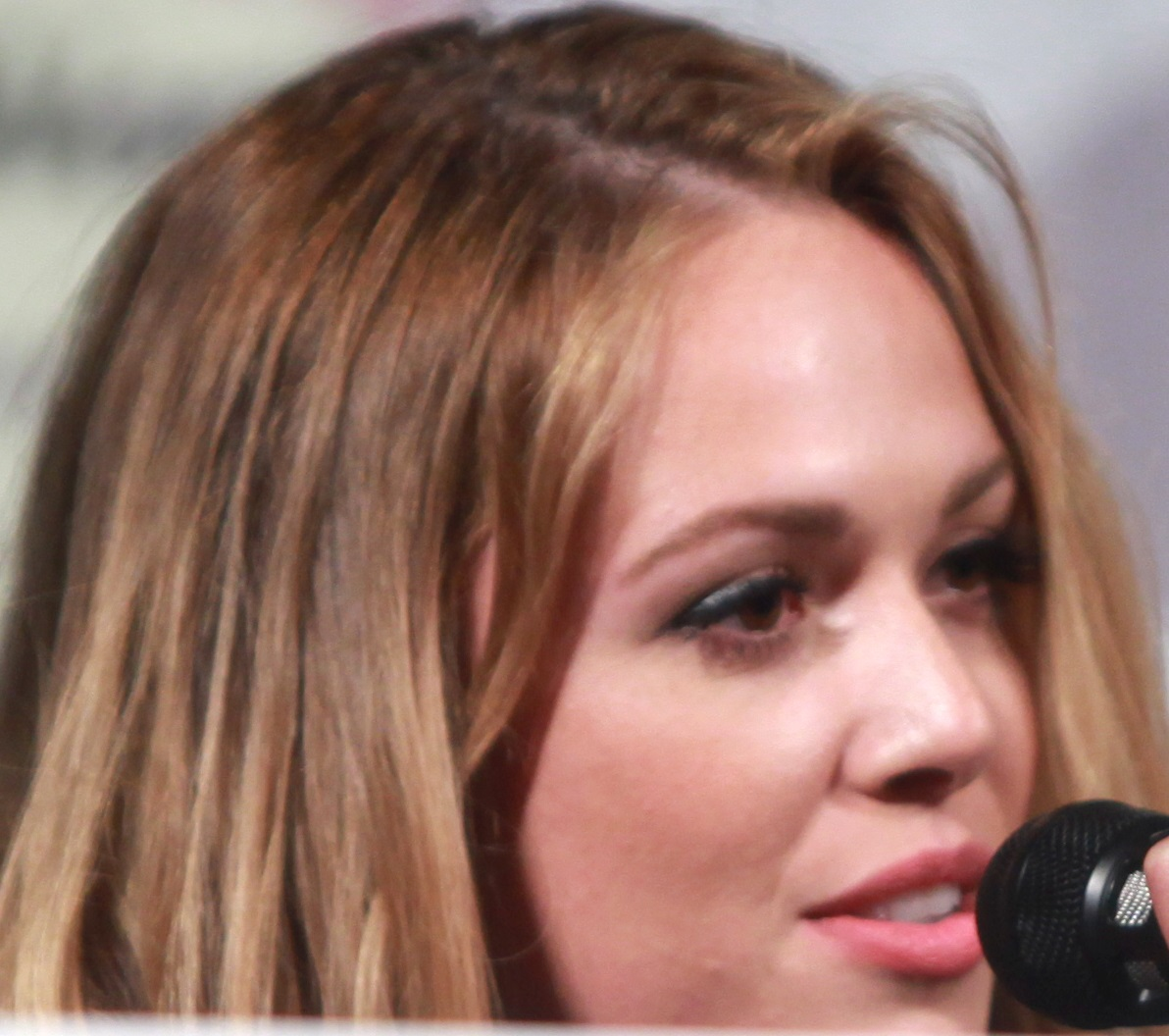
Natalie Hall interprète Taylor Beecham
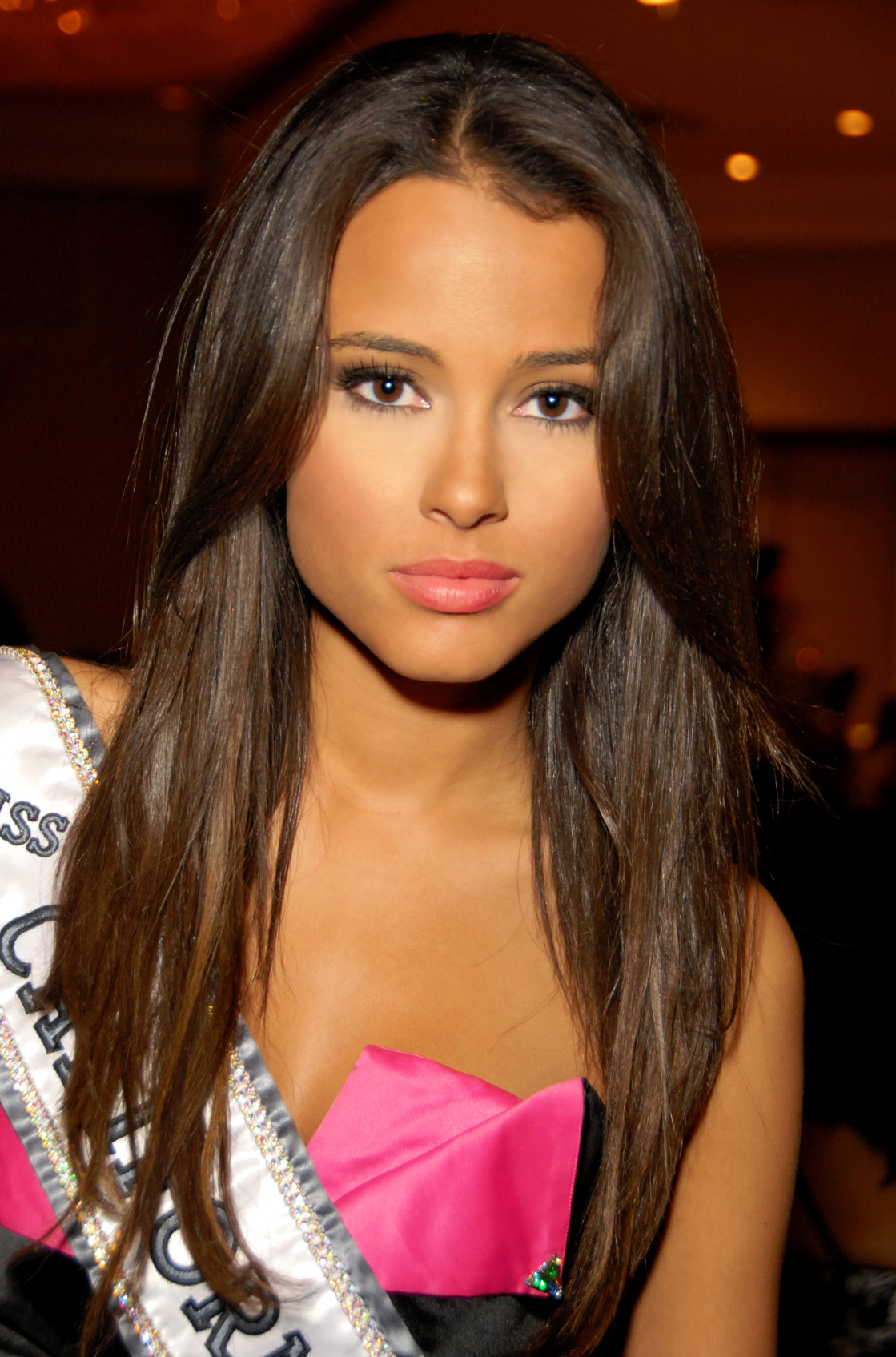
Chelsea Gilligan interprète Teri.
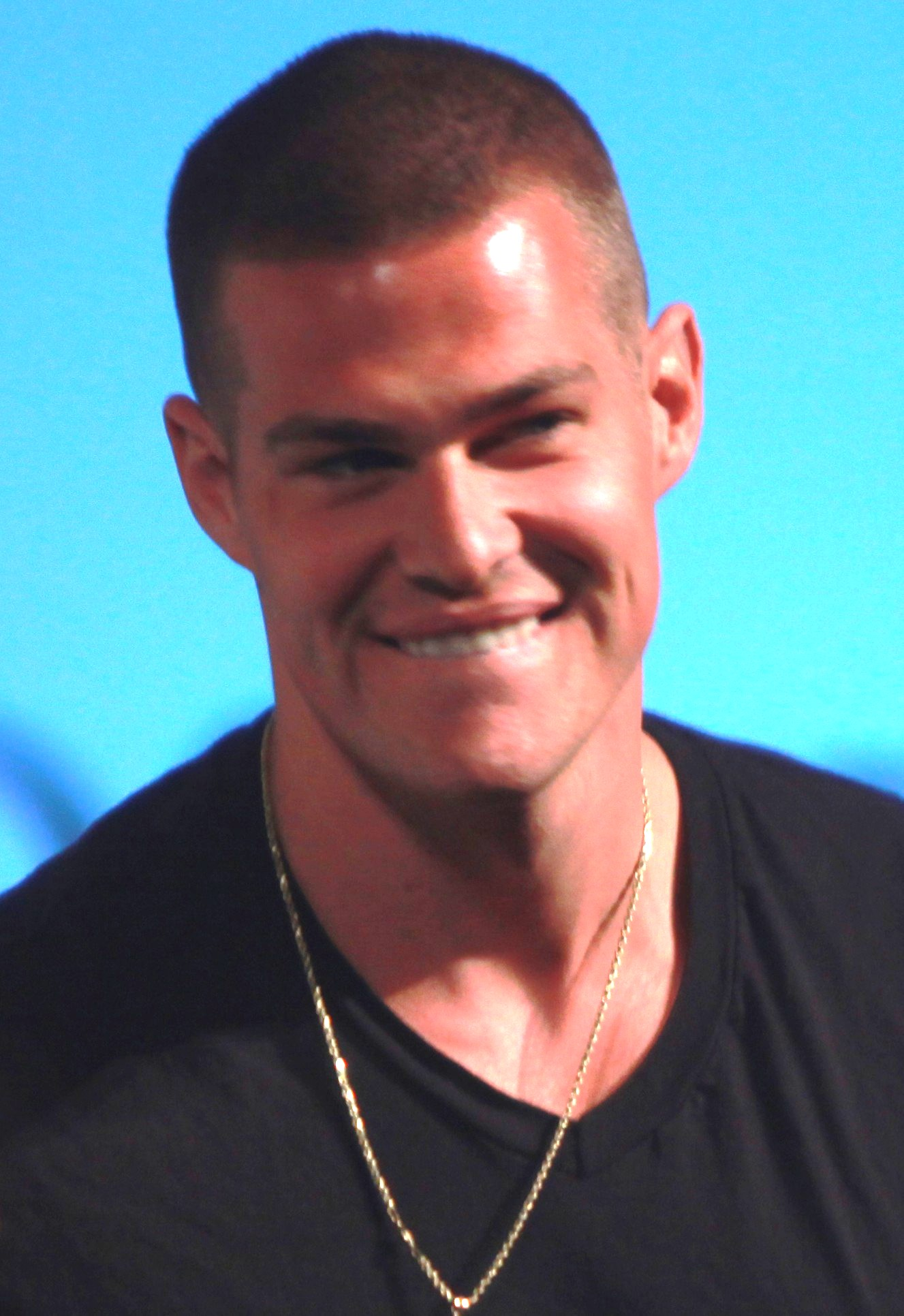
Greg Finley interprète Drake.
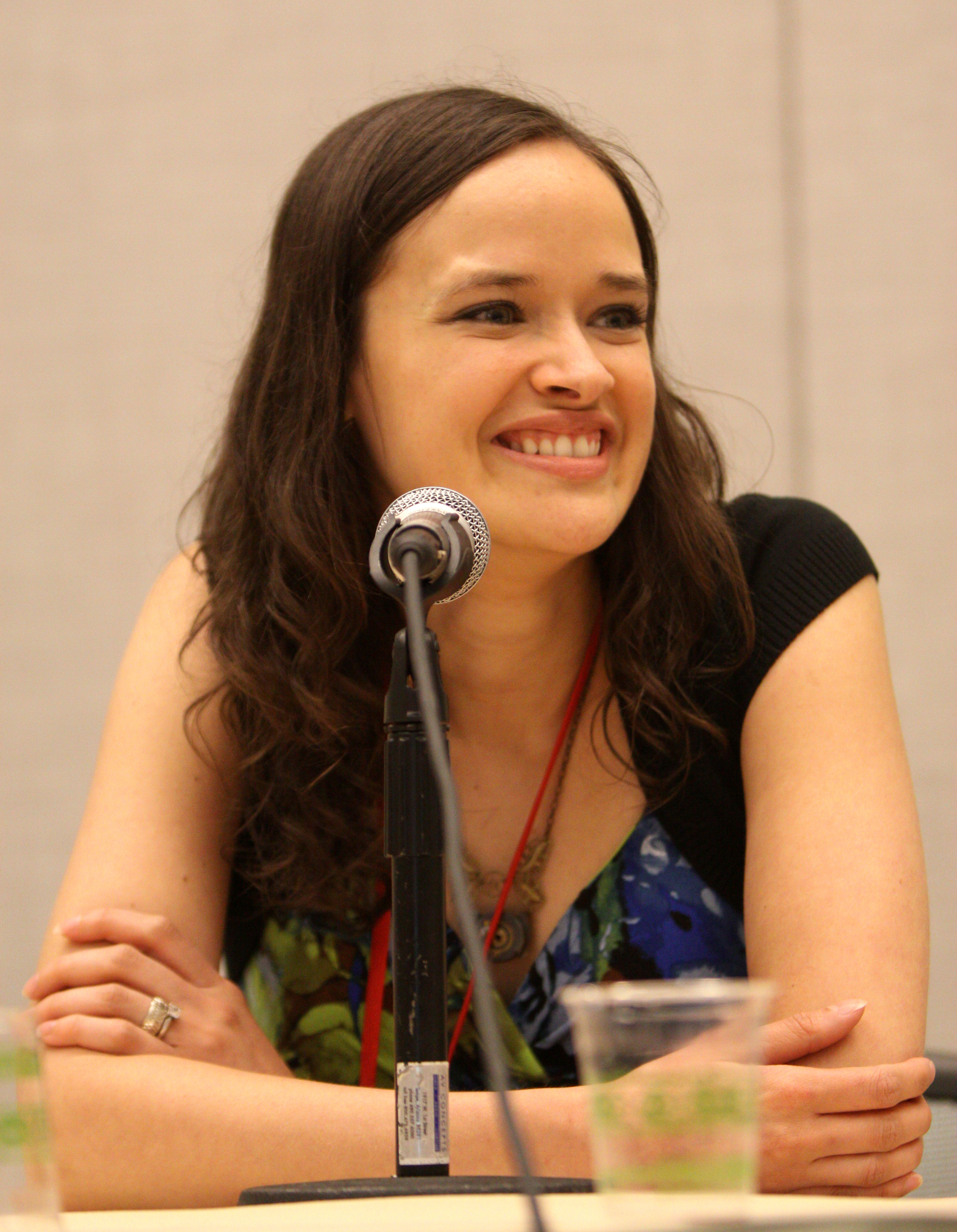
Brina Palencia interprète Sophia
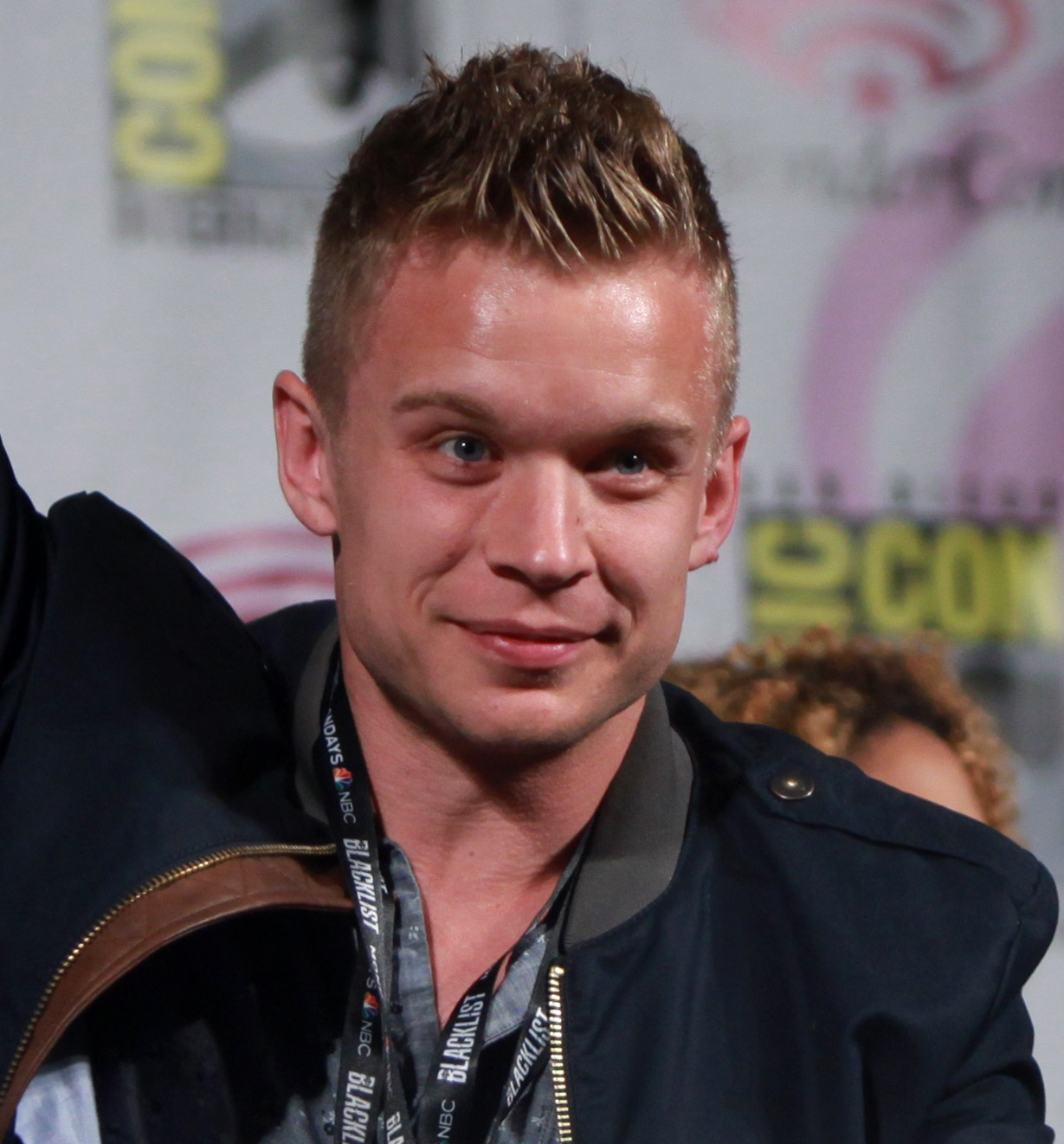
Jesse Luken interprète Eric
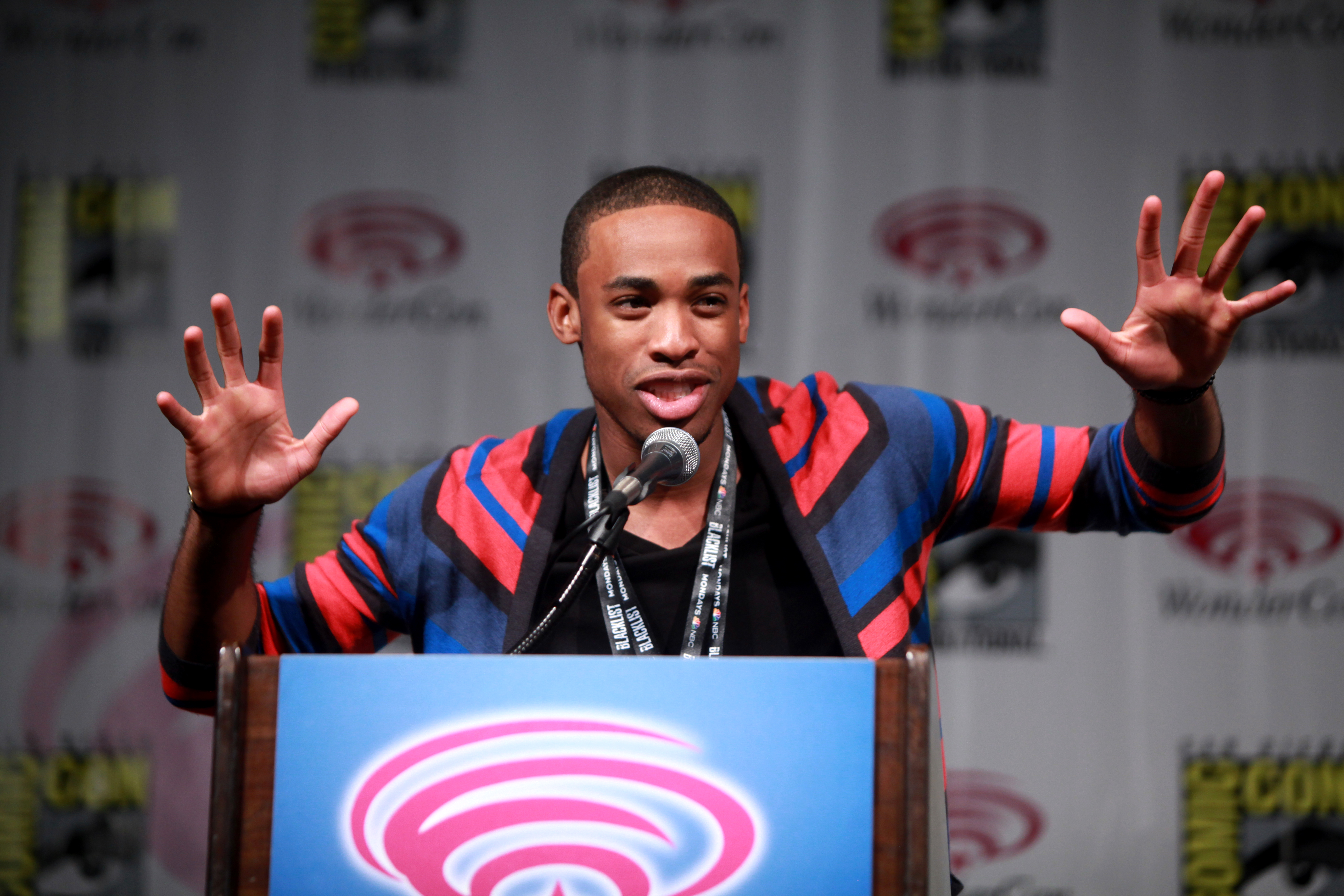
Titus Makin Jr. interprète Lukas Parnell

### Acteurs récurrents
- Andrea Frankle (VF : Déborah Perret) : Michelle Whitehill
- Tahmoh Penikett (VF : Xavier Béja) : Jack Beaumont
- Victoria Gabrielle Platt (en) (VF : Anne Rondeleux) : Gloria Valdez-Garcia
- Deena Dill (en) (VF : Danièle Douet) : Margaret Montrose
- Susan Walters (VF : Maïté Monceau) : Maia
- Jay Huguley (en) (VF : Thierry Ragueneau) : Ray Whitehill
- Johnathon Schaech (VF : Gilduin Tissier) : Castor
- Stephanie Chaves-Jacobsen (VF : Marie Giraudon) : Eva Benton
- Merle Dandridge (VF : Déborah Perret) : Vega
- Tom Hillmann (VF : Jacques Faugeron) : M. Montrose
- Louise Lombard (VF : Cathy Diraison) : Saroya
Version française
  - Société de doublage : Dubbing Brothers[5],[6]
  - Direction artistique : Claire Guyot[5],[6]
  - Adaptation des dialogues : Stéphanie Poncho et Jérôme Dalotel[6]

Source VF : RS Doublage et Doublage Séries Databse

## Fiche technique
- Scripteur du pilote : Meredith Averill
- Réalisateur du pilote : Gary Fleder[7]
- Producteurs exécutifs : Meredith Averill, Josh Appelbaum, Andre Nemec, Scott Rosenberg, Richard Shepard, Bryan Furst, Sean Furst et Daniel Gutman.
- Société de production : CBS Television Studios, Olé Prods, Isla de Babel et 360 Powwow.

## Développement

### Production
Le projet a débuté en septembre 2012 sous le titre Oxygen. Le 25 janvier 2013, The CW a commandé un pilote.
Le 9 mai 2013, The CW a commandé la série et a annoncé sept jours plus tard qu'elle sera diffusée à la mi-saison 2013-2014 sous le titre Star-Crossed.
Le 8 mai 2014, la série est officiellement annulée.

### Casting
Les rôles ont été attribués dans cet ordre : Aimee Teegarden, Malese Jow et Titus Makin Jr., Grey Damon, Matt Lanter, Natalie Hall, Chelsea Gilligan et Greg Finley. Maggie Elizabeth Jones incarnera Emery lorsqu'elle était jeune.
Parmi les acteurs récurrents et invités : Johnathon Schaech, Tahmoh Penikett et Stephanie Chaves-Jacobsen.

## Épisodes
1. Premier Contact (Pilot)
2. Le Nouvel Iksen (These Violent Delights Have Violent Ends)
3. Le Jour de l'arrivée (Our Toil Shall Strive To Mend)
4. Une goutte d'espoir (And Left No Friendly Drop)
5. Le Passeur (Dreamers Often Lie)
6. Le Bal des traîtres (Stabbed with a White Wench's Black)
7. Un pas vers ton ennemi (To Seek a Foe)
8. Dinaskyu (An Old Accustom'd Feast)
9. Sous une pluie de météorites (Some Consequence Yet Hanging in the Stars)
10. Quel est cet ouragan ? (What Storm Is This That Blows So Contrary)
11. Qu'on me donne une torche (Give Me a Torch)
12. L'union fait la force (This Trick May Chance to Scathe You)
13. Le Dernier Combat (Passion Lends Them Power)

## Accueil
Le pilote, diffusé dans l'ancienne case horaire de Hart of Dixie durant les Jeux olympiques d'hiver de 2014, a attiré 1,28 million de téléspectateurs (cote de 0.4 et 1 part de marché parmi les 18-49 ans). La rediffusion du lendemain a attiré 1,05 million de téléspectateurs. À partir du quatrième épisode, les audiences tombent sous la barre du million.